# Ephemerella velmae
Ephemerella velmae är en dagsländeart som beskrevs av Allen och Edmunds 1963. Ephemerella velmae ingår i släktet Ephemerella och familjen mossdagsländor. Inga underarter finns listade i Catalogue of Life.